# Agar

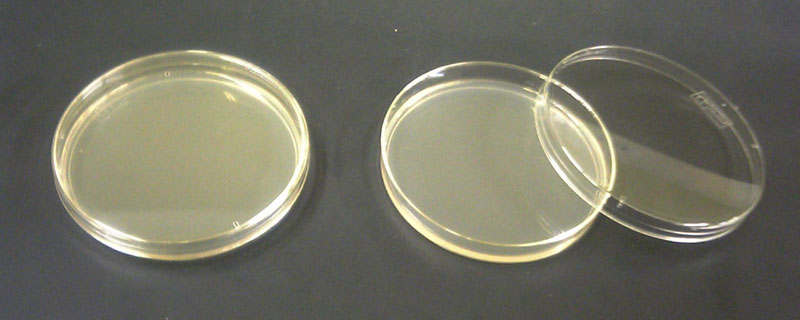
Agar na Petriho misce

Agar (jinak též agar-agar nebo kanten) je směs přírodních polysacharidů: lineární agarózy a větveného agaropektinu. Agaróza je lineární polymer galaktózy a L-3,6-anhydrogalaktopyranózy s vysokou gelující schopností. Agar se vyrábí z červených mořských řas rodů Gracilaria a Gelidium. Používá se jako živné médium pro kultivaci mikroorganismů a rostlin. Taje při 96 °C a tuhne při 40 °C. Agar se používá také jako léčivý obvaz u domorodých kmenů.
V potravinářství se agar používá pod označením E 406 jako emulgátor, stabilizátor i zahušťovací prostředek v mnoha výrobcích asijských kuchyní od cukrářských a pekařských výrobků až po mražené dezerty. Obecně se pro své vlastnosti využívá jako náhražka želatiny. Typicky ho obsahují různá želé a pudinky, mléčné výrobky, zavařeniny i nápoje, včetně piva a vína. Je známý též jako gelosa, japonská vyzina nebo kanten.
Často je součástí cukrárenských želé, umožňuje vytvářet vysoké vrstvy želé, jež dobře drží tvar při krájení. Výrobky obsahující agar jsou proto vhodné pro domácí přípravu extra vysoké vrstvy želé na dorty a zákusky. V neposlední řadě se s agarem lze setkat též v kosmetických a farmaceutických prostředcích.
V botanice se využívá při laboratorním množení orchidejí. Rovněž se využívá při výrobě papíru.

## Typy agarů – příklady
- krevní agar – směs s krví, zjišťuje se hemolýza
- čokoládový agar – směs s krví, v níž jsou díky teplotní úpravě přítomny určité růstové faktory